# Corriere dell'Arno
Il Corriere dell'Arno fu un giornale politico amministrativo stampato a partire dal 1873 a Pisa fino al maggio 1895. Direzione ed Amministrazione in Pisa, presso la Tipografia Vannurchi.